# Zygmunt Haupt
Zygmunt Haupt (Ułaszkowce, Podolia, 5 de marzo de 1907-Winchester, Virginia, 10 de mayo de 1975) fue un escritor y pintor polaco.

## Biografía
Su padre era inspector escolar. Estudió la primaria y secundaria en Ternópil y Leópolis, y más tarde arquitectura e ingeniería en la Universidad Politécnica de Leópolis.
Tras morir su padre en 1928 se estableció en París donde estudió en la Sorbona (1931-1932).
Llamado a filas, luchó en la invasión alemana de Polonia de 1939, y con la invasión soviética de Polonia de 1939 huyó  a Hungría y a Francia y sobrevivió a la Batalla de Dunkerque.
Un año después de la guerra, se casó con la estadounidense Edith Norris en Londres y vivieron en Nueva York, Washington D. C., Nueva Orleans y finalmente en Virginia. Participó en varias publicaciones como el magacín literario parisino de emigrados polacos Kultura.
Falleció a causa de un ataque cardíaco en 1975.

## Premios
- Premio Kościelski, 1971

## Obra
- Pierścień z papieru (1963)
- Szpica. Opowiadania, warianty, szkice (1989)
- Baskijski diabeł (2007)
- Z Roksolanii (2009)